# Hassanate
Hassanate (arabe: حَسَنات) est la transcription libre du mot arabe au pluriel ḥasanāt (singulier ḥasana; arabe : حَسَنة) signifie « aumône, bonne action, bienfait, œuvre pie, mérite ». Dans l'islam, il relève de la comptabilisation des bonnes actions que l'on produit dans une vie, notamment la prière, l'écoute et la récitation de la Parole divine (Coran) ou tout simplement les bonnes actions de la vie (aumône, politesse, humilité, etc.). 
Ces actions sont comptabilisées et, après la mort, elles sont pesées, tout comme les mauvaises actions (sayyi'āt). Selon ce qui l'emporte dans cette pesée, le défunt sera conduit vers le Jannah (nom du Paradis dans le Coran) ou vers le Jahannam ou Géhenne (nom de l'Enfer dans le Coran).
On trouve une opposition de ces deux termes (au singulier) par exemple au verset 160 de la sourate 6 : « Celui qui se présentera avec une bonne action (hasana) recevra dix fois autant. Celui qui se présentera avec une mauvaise action (sayyi'a) ne sera rétribué que par quelque chose d'équivalent. Personne ne sera lésé. »
Il faut relever que chaque terme de cette paire d'opposés présentés ici a plusieurs termes plus ou moins synonymes dans le Coran. Toutefois, parmi ces termes, le bien, la chose bonne, est avant nommée ḥasana, tandis que la chose mauvaise, la mauvaise action, avant tout sayyi'a.